# Corian

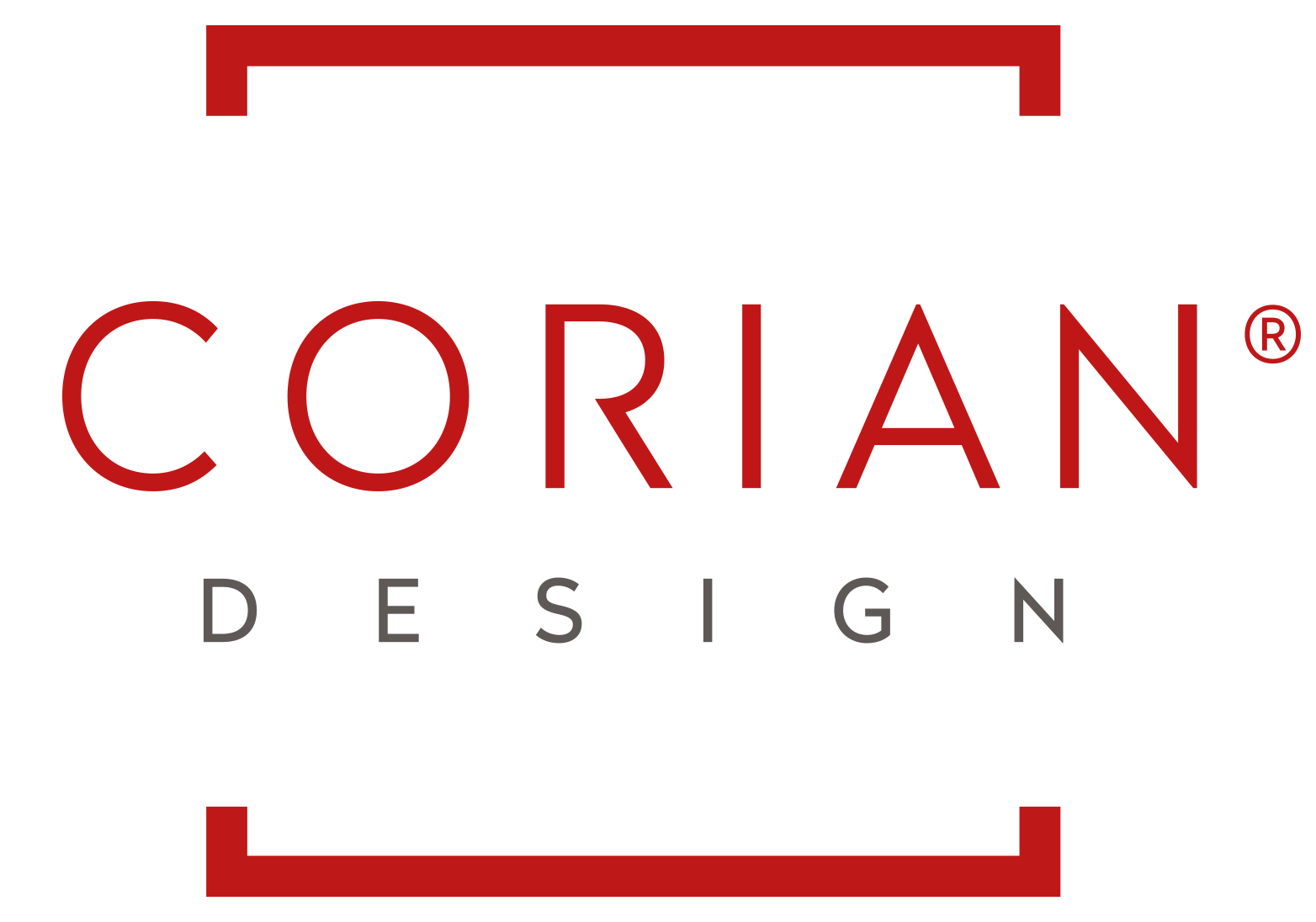
Logo di Corian

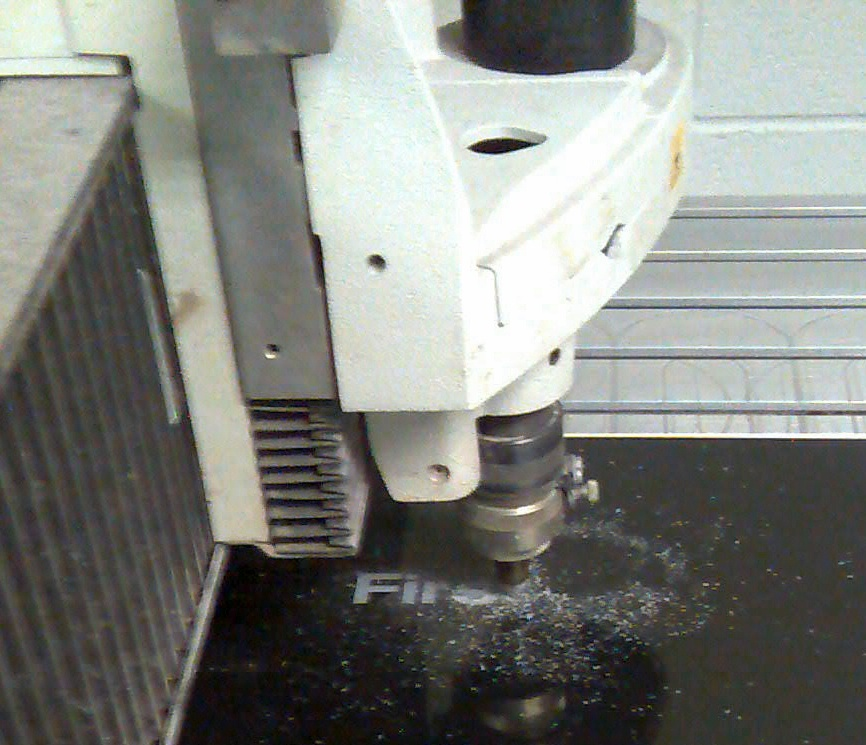
Incisione su del Corian

Il Corian è un materiale sviluppato e prodotto dalla DuPont dal 1967, usato principalmente nei piani cucina e bagno. Possiede gli stessi pregi dei piani in pietra e non ha i tipici difetti di quelli in truciolare o materiale sintetico o semisintetico. Può essere prodotto in qualsiasi forma ed è lavorabile al tornio come il legno. 
Si tratta di un materiale composito formato da 2/3 di idrossido di alluminio (triidrato) e 1/3 di resina acrilica (polimetilmetacrilato), eventualmente con l'aggiunta di pigmenti colorati. È chiamato anche "pietra acrilica".

## Proprietà fisiche
Il Corian non si deteriora alla luce diretta del sole e il suo colore si mantiene sostanzialmente immutato nel tempo. Resiste bene alle normali sollecitazioni. Essendo omogeneo in tutto il suo spessore, può essere facilmente ripristinato con trattamenti abrasivi superficiali, riparando danni accidentali dovuti a bruciature di sigaretta o macchie di inchiostro. È mediamente resistente al calore, purché non eccessivo. È traslucente, cioè una parte della luce attraversa il materiale.

## Pulizia e manutenzione
I liquidi dalla superficie si eliminano con un panno umido e un detersivo in crema leggera o un normale detergente. Anche se il Corian è inassorbente ed impermeabile, è bene non lasciarvi sopra dei liquidi. 
Per una pulizia profonda può essere adoperata una soluzione composta da tre quarti di candeggina e un quarto di acqua lasciata agire per qualche ora (non più di 16). 
In caso di macchie più resistenti si consiglia l'uso di una spugnetta non abrasiva e un detergente a base di ammoniaca o candeggina.

## Logo e brand identity
Nell'agosto 2017 da semplice denominazione di materiale Corian diventa un brand a tutti gli effetti con un nuovo marchio grafico distintivo depositato di proprietà della multinazionale DuPont. Lo sviluppo strategico di questo marchio internazionale è affidato all'agenzia di global branding GBR Design®.